# Lepidochromonadaceae
Famille
Les Lepidochromonadaceae sont une famille d'algues de l'embranchement des Ochrophyta  de la classe des Chrysophyceae et de l'ordre des Paraphysomonadales.

## Étymologie
Le nom vient du genre type Lepidochromonas, dérivé du grec λεπιδο / lepida, « en forme d'écaille », χρυσός / khrusos, « couleur or », et μονασ / monas, « seul, solitaire, isolé », littéralement « monade dorée écaillée ». Le genre Chrysolepidomonas, genre type des Chrysolepidomonadaceae fut construit avec les trois mêmes racines grecques.

## Systématique
Le genre Lepidochromonas fut créé pour accueillir une seule espèce, Ochromonas diademifera E. Takah., 1972. Par la suite, Lepidochromonas fut synonyme de Paraphysomonas De Saedeleer, 1930. En 2019 Dmitry A. Kapustin (d) & Michael D. Guiry redonnèrent sa validité au nom, lequel devint le genre type de la nouvelle famille des Lepidochromonadaceae.

## Description
Les Lepidochromonas sont caractérisés par des cellules recouvertes à la fois d'écailles en forme de plaque et d'écailles en forme de couronne.
Le genre Clathromonas vu comme un synonyme est dont qualifié d'illégitime (nomen illegitimum).

## Liste des genres
Selon AlgaeBase (28 janvier 2022) :
- Clathromonas Scoble & Cavalier-Smith, 2014
- Lepidochromonas Kristiansen, 1980